# Régiment de Soissonnais (1684-1762)
Pour les articles homonymes, voir Régiment de Soissonnais (homonymie).
Le régiment de Soissonnais est un régiment d’infanterie du royaume de France créé en 1684 et licencié en 1762.

## Création et différentes dénominations
- 19 septembre 1684 : création du régiment de Soissonnais
- 25 novembre 1762 : licencié

## Colonels et mestres de camp
- 19 septembre 1684 : N. de Goyon-Grimaldi, duc de Valentinois
- 14 avril 1696 : Charles d’Ambly, marquis de Chaumont, brigadier le 26 octobre 1704, † 16 août 1705
- 17 août 1705 : André Jules, comte de Barville, brigadier le 3 octobre 1706, maréchal de camp le 8 mars 1718, † 10 janvier 1731
- août 1716 : N., comte de Rions
- 1716 : N., marquis de Courtaumer
- juin 1724 : Louis-Armand-Melchior de Saulx (1691-....), chevalier de Tavannes[note 1].
- 2 février 1731 : Charles François Christian de Montmorency-Luxembourg, comte de Luxe puis prince de Tingry en janvier 1735, brigadier le 1er janvier 1740, déclaré maréchal de camp le 7 juin 1744 par brevet du 2 mai, lieutenant général des armées du roi le 10 mai 1748
- 16 avril 1738 : Guy Marie de Lopriac de Coëtmadeuc, comte de Donges, brigadier le 1er janvier 1740, déclaré maréchal de camp le 7 juin 1744 par brevet du 2 mai
- juin 1744 : Guy Louis de Lopriac, comte de Donges, fils du précédent
- 19 septembre 1747 : Jean Jacques, comte d’Esparbès de Lussan
- 1er février 1749 : Jean François, comte de Narbonne-Lara

## Historique des garnisons, combats et batailles
- 1690 : Flandre, Fleurus (1er juillet)
- 1691 : Mons
- 1692 : Namur, Steenkerque (3 août)
- 1693 : Neerwinden (29 juillet), Charleroi
- 1695 : Rhin
- 1696 - 1697 : Meuse
- 1701 : Italie, Carpi, Chiari (1er septembre)
- 1702 : Luzzara
- 1703 : Tyrol
- 1704 : Verceil, Ivrée, Verrue
- 1705 : Chivasso, Cassano où le colonel est tué
- 1706 : Turin, Castiglione
- 1707 : Provence
- 1708 - 1712 : Dauphiné
- 1713 : Rhin, Landau, Fribourg
- 1733 : Rhin, Kehl
- 1734 : Philippsbourg (2 juin - 18 juillet)
- 1735 : Klausen
- 1745 : Tournai, Audenarde, Termonde, Ath
- 1746 : Provence
- 1747 : Bataille d'Assietta ou le colonel Guy Louis de Lopriac, comte de Donges est tué, Exiles
- 1748 : Alpes
- 1756 : Minorque
- 1757 - 1762 : côtes du Languedoc

## Personnalités ayant servi au régiment
- M. de Canetta, futur lieutenant du roi à Aigues-Mortes, où il s'illustra en faisant libérer les dernières prisonnières de la tour de Constance (parmi lesquelles Marie Durand), fut lieutenant-colonel au régiment.

## Drapeaux
Drapeaux bleus avec barre diagonale  jaune  dans  chaque  carré.

Drapeau d’Ordonnance
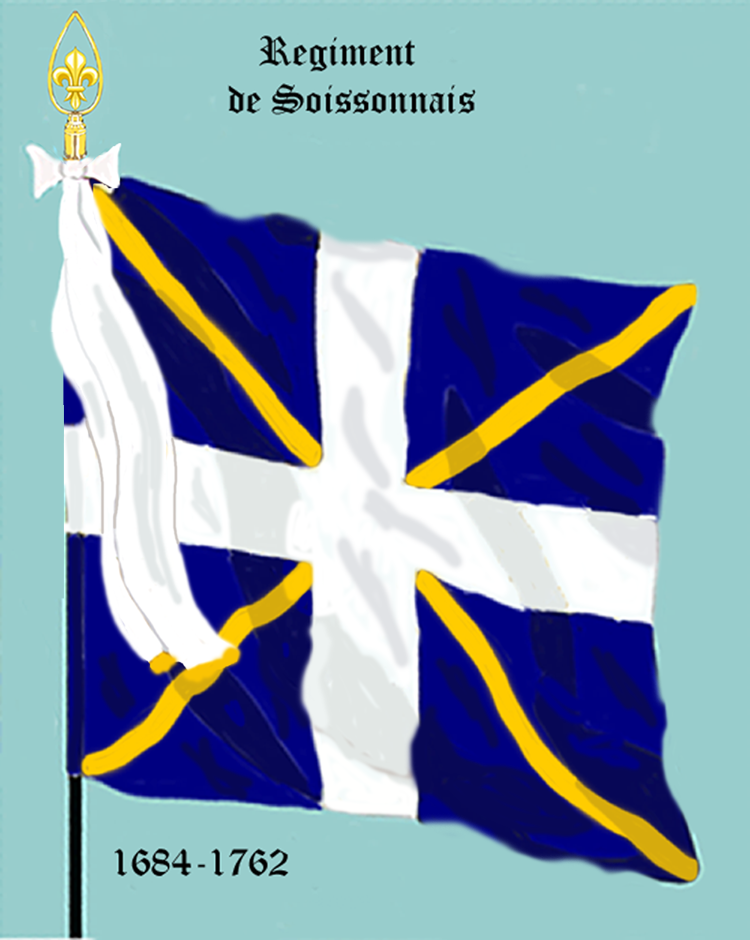
régiment de Soissonnais de 1684 à 1762

## Habillement
Veste, collet et parements bleus ; boutons et galons dorés ; poches ordinaires garnies de 5 boutons.

Uniformes
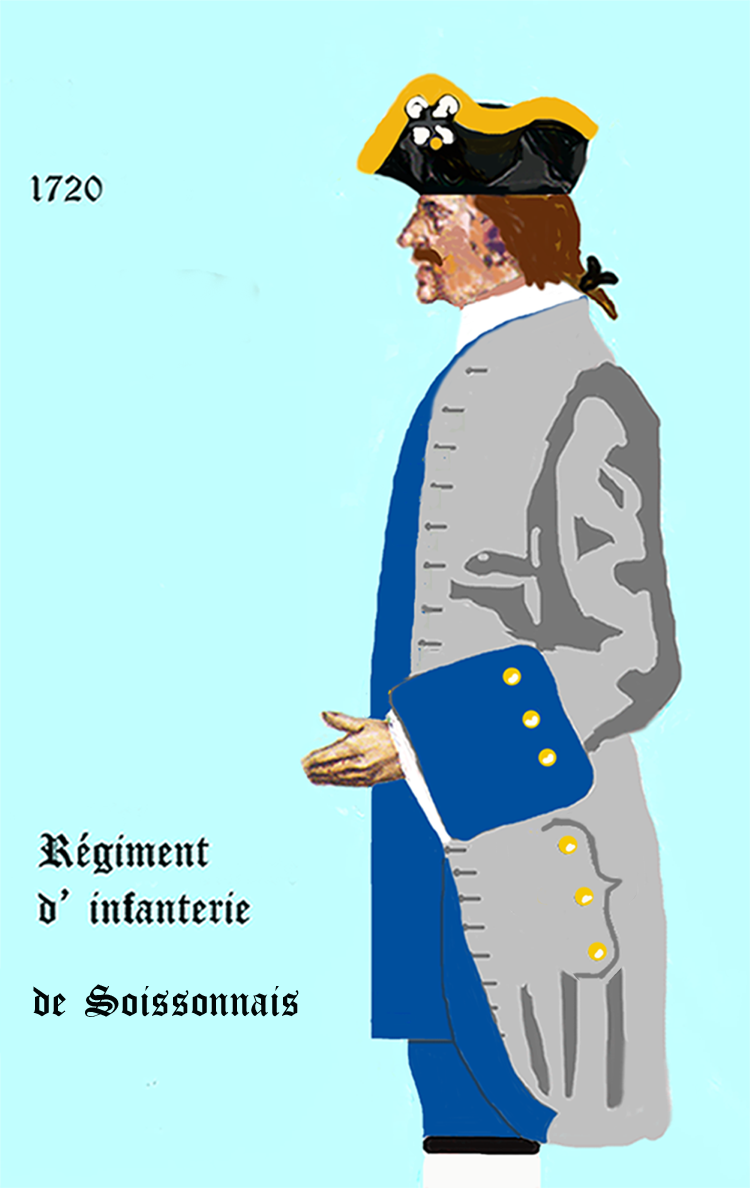
régiment de Soissonnais de 1720 à 1734
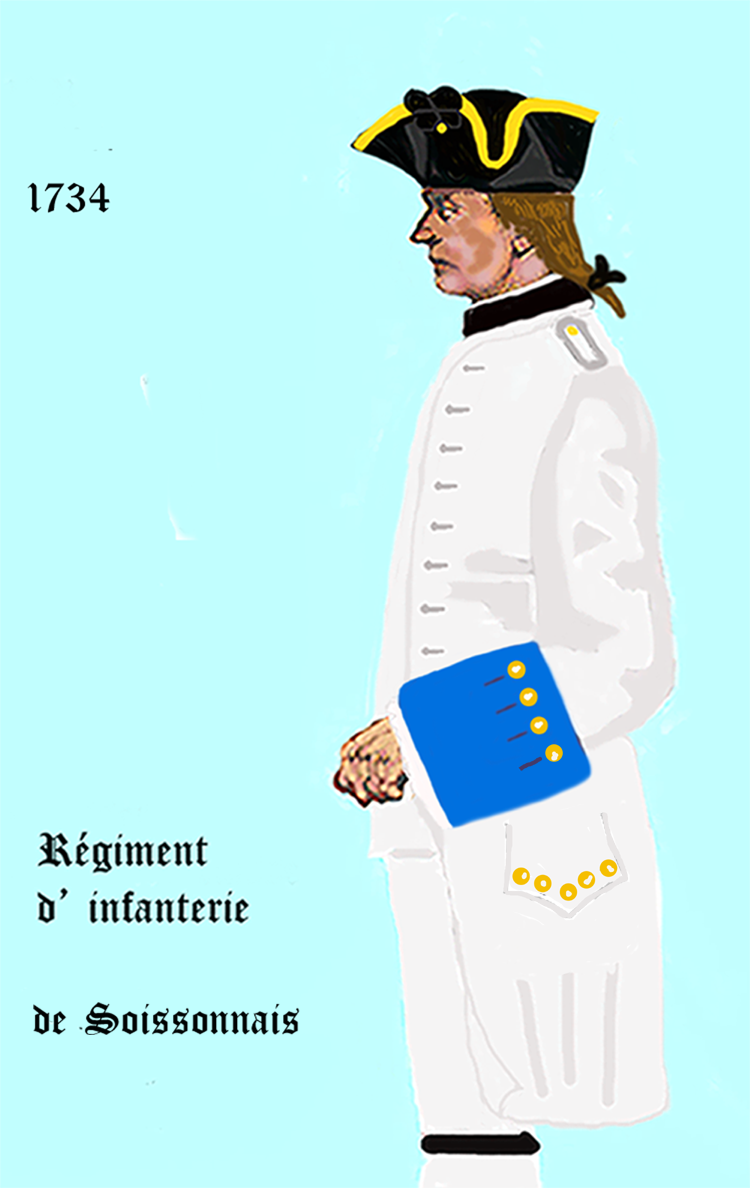
régiment de Soissonnais de 1734 à 1757